# Pelewino (Kaliningrad)
Pelewino (russisch Пелевино, deutsch Laukandten, 1938 bis 1945 Waldeneck, litauisch Laukantai) ist ein Ort in der russischen Oblast Kaliningrad und gehört zur kommunalen Selbstverwaltungseinheit Stadtkreis Neman im Rajon Neman. 

## Geographische Lage
Pelewino liegt acht Kilometer südwestlich Stadt Sowetsk (Tilsit) an der nordöstlichen Gemeindegrenze, die hier zugleich die Grenze zum Forstgebiet des ehemaligen Schilleningker Waldes ist. Östlich des Ortes verläuft die russische Fernstraße A 216 (einstige deutsche Reichsstraße 138, heute auch Europastraße 77). Eine Bahnanbindung besteht nicht.

## Geschichte
Das früher Laukandten genannte Dorf bestand vor 1945 aus ein paar großen Höfen. Zwischen 1874 und 1945 war der Ort in den Amtsbezirk Neu Argeningken (der Ort hieß ab 1938: Argenbrück, heute russisch: Nowokolchosnoje) eingegliedert. Er gehörte bis 1922 zum Kreis Tilsit, danach zum Landkreis Tilsit-Ragnit im Regierungsbezirk Gumbinnen der preußischen Provinz Ostpreußen. Am 3. Juni – offiziell bestätigt am 16. Juli – des Jahres 1938 wurde Laukandten aus politisch-ideologischen Motiven in „Waldeneck“ umbenannt.
Nachdem das Dorf im Jahre 1945 zur Sowjetunion gekommen war, erhielt es 1950 die russische Bezeichnung Pelewino und wurde gleichzeitig in den Dorfsowjet Nowokolchosnenski selski Sowet im Rajon Sowetsk eingeordnet. Von 2008 bis 2016 gehörte der Ort zur Landgemeinde Schilinskoje selskoje posselenije und seither zum Stadtkreis Neman.

### Einwohnerentwicklung
| Jahr | Einwohner |
| ---- | --------- |
| 1910 | 144       |
| 1933 | 151       |
| 1939 | 124       |
| 2002 | 18        |
| 2010 | 8         |

## Kirche
Laukandten resp. Waldeneck war bis 1945 in das Kirchspiel der evangelischen Kirche Neu Argeningken (1938 bis 1946: Argenbrück, seit 1946: Nowokolchosnoje) eingepfarrt und gehört zur Diözese Tilsit im Kirchenkreis Tilsit-Ragnit in der Kirchenprovinz Ostpreußen der Kirche der Altpreußischen Union. Heute liegt Pelewino im Einzugsbereich der neu entstandenen evangelisch-lutherischen Gemeinde in Slawsk (Heinrichswalde), die zur Propstei Kaliningrad der Evangelisch-lutherischen Kirche Europäisches Russland gehört.